# Вібраційний сигналізатор
Вібраційний сигналізатор рівня — пристрій, що забезпечує видачу сигналу «мокрий-сухий» в місці установки датчика.
Містить коливальну систему, зазвичай у вигляді камертона, збуджується на резонансній частоті за допомогою п'єзоелектричних перетворювачів. Резонансна частота коливальної системи залежить від глибини занурення камертона в рідину. Девіація частоти відстежується мікропроцесором, який формує керуючий сигнал на твердотільне реле з подальшим включенням / виключенням виконавчих механізмів.
На відміну від аналогів, що використовують інші фізичні принципи, вібраційний сигналізатор рівня нечутливий до провідності або діелектричної проникності середовища, до наявності піни або сміття на її поверхні, а також газових і твердих включень в її обсязі.
Використовуються для регулювання рівня рідини в резервуарах, захисту насосів від осушення труби і переливу нафтопродуктів при вантаженні в авто- і залізничні цистерни, в системах автоматики заводів з переробки та фасування сипучих речовин.

## Вібраційні датчики рівня
Вібраційний зонд, виконаний у вигляді вилки або одновибратора круглого або ромбического перетину, механічно з'єднаний з п'єзоелектричним елементом вібрує на резонансній частоті пьезоелемента. При досягненні сипучим матеріалом зонда, відбувається поглинання механічних коливань, що реєструється електронікою датчика і призводить до формування вихідного сигналу. Зниження рівня матеріалу звільняє зонд, що знову призводить до зміни стану вихідного ключа. Постійна механічна вібрація зонда в певних межах сприяє його самоочищення.
Вібраційні датчики рівня застосовуються для сигналізації рівня сипучих речовин з об'ємною щільністю від 5 г / л, і температурою процесу до 150ºС. Рівень вимірювання до 20 метрів. Головним чином застосовуються для особливо легких речовин (вібровілкі) або там де присутні високі механічні навантаження (одновібратори). Установка вертикально, горизонтально, під кутом.
Виконання — коротке, трубне подовження, тросове подовження, модульна конструкція (зонд і корпус з електронікою з'єднані кабелем).

## Моделі сигналізаторів рівня вібраційного типу
| Найменування                          | Контрольований матеріал / щільність                                                         | температура процесу                                                        | приєднання | сертифікати РФ                 | Короткий опис |
| INNOLevel Vibro N                     | Сипучі ≥60 г / літр або ≥150 г / літр                                                       | -40 ° С ... + 150 ° С                                                      | R1½ дюйма конічна                                                                                                 | ГОСТ Р Ех Ростехнагляд Гігієна | Використовується для контролю рівня заповнення у всіх видах ємностей і бункерів всіх порошкоподібних і гранульованих сипучих матеріалів, щільністю> 60 г / л і які не схильні до сильного утворення відкладень.                                                                                                |
| INNOLevel Vibro-U                     | Рідини ≥700 г / літр                                                                        | -30 ° С ... + 80 ° С                                                       | 1 "PT | немає                          | Призначений для контролю / сигналізації рівня рідин щільністю більше 0,7 кг / літр. |
| INNOLevel Vibro A                     | Рідина ≥700 г / літр                                                                        | -40º ... + 100ºC (150 ° C опціонально)                                     | 1 "PT | ГОСТ Р                         | Гігієна Надійний і не нуждающімйся в обслуговуванні прилад для контролю рівня більшості рідин. Датчик застосовується для визначення середовища, щільність якої> 0,7 г / см³ і в'язкість в інтервалі 1-10000 сСт.                                                                                               |
| INNOLevel Vibro A TS                  | Рідина ≥700 г / літр                                                                        | -40º ... + 150ºC                                                           | 3/4 "PT | ГОСТ Р Гігієна                 | Застосовується для визначення середовища, щільність якої> 0,7 г / см³ і в'язкість в інтервалі 1-10000 сСт. Компактність вібраційного датчика дозволяє розміщувати його в обмеженому просторі, де установка датчиків рівня з повнорозмірною виделкою фізично неможлива.                                         |
| Vibranivo VN1000 VN2000 VN5000 VN6000 | Сипучі коротка вилка ≥50г / л; довга вилка ≥20г / л; опціонально ≥5г / л; Vibrasil® <5г / л | -40 ° ... + 150 ° C (VN ... 020, 030, 040) -25 ° ... + 80 ° C (VN ... 050) | R 1 1/2 «NPT 1 1/2» Трікламп 2 «Накидна гайка Фланець DN100PN6 Фланець DN100PN16 Фланець 2 Фланець 3» Фланець 4 " | ГОСТ Р Ех Ростехнагляд         | Універсальний прилад для надійного контролю рівня заповнення гранульованих і порошкоподібних сипких матеріалів, широкий спектр застосування, застосуємо як для легких матеріалів, так і при високих механічних навантаженнях, допуски до застосування в місцях з небезпекою вибуху пилу і газу; стандарт NAMUR |
| Vibranivo VN4000                      | Сипучі ≥60 г / літр або ≥150 г / літр                                                       | -40º ... + 150ºC                                                           | R1½ дюйма конічна, NPT1½ дюйма або NPT 11/4 дюйма конічна, ANSI B1.20.1                                           | ГОСТ Р Ех Ростехнагляд         | Економічне виконання для надійного контролю рівня заповнення сипучімі матеріалами, широкий спектр застосування, не вимагає технічного обслуговування; допуски до застосування в місцях з небезпекою вибуху пилу                                                                                                |
| Nivocont R                            | Сипучі ≥50 г / літр                                                                         | -30º ... + 160ºC                                                           | NPT 1 1/2 «BSP 1 1/2»                                                                                             | немає                          | Надійні прилади, призначені для вимірювання високого та низького рівня гранул та порошків з мінімальною щільністю 0,05 кг / дм3 |

| LVL-A7             | Рідини <10000 мПа / с, динамічна в'язкість | -40º ... + 100ºC (150 ° C опціонально) | G1 / 2, G3 / 4, G1, R1 / 2, R3 / 4, R1, MNPT1 / 2, MNPT3 / 4, MNPT1                                                               | немає | Робота з рідинами в ємностях різної конфігурації: баки, трубопровід, судини. Проста конструкція, несприйнятливість до ряду характеристик контрольованого середовища.                                                              |
| LVL-A7H            | Рідини <10000 мПа / с, динамічна в'язкість | -40º ... + 100ºC (150 ° C опціонально) | G1 / 2, G3 / 4, G1, MNPT1 / 2, MNPT3 / 4, MNPT1, M24x1,5, фланець DN25 PN40, DN32 PN40, DN40 PN40                                 | немає | Контроль рівня вимірювального середовища по зміні частоти коливань. Компактні габарити, модель з усіченої вібровілкой. |
| LVL-M1             | Рідини в'язкість <10 000 сСт               | -50º ... + 150ºC                       | G3 / 4A, G1A, R3 / 4, R1, 3 / 4NPT, 1NPT, трікламп 1-1 / 2 дюйма                                                                  | немає | Вібраційний перемикач граничного рівня для визначення рівня шляхом вібрації чутливого елемента. |
| LVL-M2             | Рідини в'язкість <10 000 сСт               | -50º ... + 150ºC                       | G3 / 4A, G1A, R3 / 4, R1, 3 / 4NPT, 1NPT, трікламп 1-1 / 2 дюйма                                                                  | немає | Сигналізація рівня при підвищеному або зниженому тиску, в великому діапазоні температур, робота з в'язкими, що мають суспензії, невеликі тверді частинки і піну або агресивними і вибухонебезпечними рідинами.                    |
| LVL-M2C            | Рідини в'язкість <10 000 сСт               | -50º ... + 150ºC                       | фланець від DN25 до ANSI B 16.5, від 1 дюйма до JIS B 2238 (RF)                                                                   | немає | Виявлення переповнення, захист від сухого ходу насосів та сигналізація певних рівнів. Можливість установки у вибухонебезпечних зонах EEx ia і EEx d.                                                                              |
| LVL-M1H            | Рідини в'язкість <10 000 сСт               | -50º ... + 150ºC                       | G3 / 4A, G1A, R3 / 4, R1, 3 / 4NPT, 1NPT, трікламп 1-1 / 2 дюйма, фланець від DN25 до ANSI B 16.5, від 1 дюйма до JIS B 2238 (RF) | немає | Моніторинг і сигналізація про досягнення граничного рівня рідиною в ємностях і трубопроводах всіх видів. Використовується у вибухонебезпечних зонах, в умовах зниженого і підвищеного тиску, в широкому температурному діапазоні. |
| FGS 100-A0-1-A-1-A | Рідини в'язкість <10 000 сСт               | -40 ... + 130 ° С                      | 1 "BSP | немає | Призначені для сигналізації рівня рідин. Сигналізатори з вібраційною вилкою призначені для роботи з рідинами. Підключення через DIN-коннектор.                                                                                    |
| FGS 200-7-1-A-1-C  | Рідини в'язкість <10 000 сСт               | -40 ... + 130 ° С                      | 1 "BSP | немає | Призначені для сигналізації рівня рідин. Сигналізатори з вібраційною вилкою призначені для роботи з рідинами. |

## Область застосування вібраційного сигналізатора
Сигналізатори рівня вібраційного типу використовуються для контролю сипучих продуктів і рідин. Легкість інтеграції і висока точність роботи дозволяє застосовувати вібраційний сигналізатор в багатьох галузях промисловості. Найбільшого поширення набуло застосування пристрою в таких областях:
- вимір, контроль і підтримання необхідного рівня рідини в ємностях,
- попередження осушення труби при роботі насоса,
- запобігання перевищення рівня нафтопродуктів в системах наповнення залізничних і автоцистерн,
- контроль максимальної та мінімальної відміток сипучих продуктів у ємностях.

## Принцип дії вібраційного сигналізатора
В основі роботи сигналізаторів рівня вібраційного типу лежить принцип дії камертона. У приладі встановлено п'єзоелектричний кристал, який збуджує коливальні рухи певної частоти. Ці рухи передаються на зовнішню вилку, розміщену в ємності. Якщо вилка занурена в рідину, частота коливань відхиляється від стандартної в залежності від властивостей і щільності середовища. Якщо ж ємність порожня, то частота коливань зберігається на колишньому рівні. Для контролю сипучих продуктів вимірюється амплітуда коливань.

## Сигналізатор граничного рівня рідини
Вібраційні сигналізатори граничного рівня рідини типу ВС призначені для контролю граничного рівня рідких матеріалів, що знаходяться в ємностях під атмосферним або надмірним тиском.
Вібраційні сигналізатори граничного рівня рідини застосовуються для контролю граничного рівня в ємностях складування, резервуарах з мішалкою, трубопроводах з рідинами максимальна в'язкість яких складає 10000 мм 2 / сек.
Сигналізатори рівня виконують всі функції поплавцевих і ємнісних датчиків, але виключають їх недоліки:
- їх робота не залежить від щільності, електричних властивостей, температури контрольованого матеріалу;
- вони детектирует поверхні рідин з міліметровою точністю;
- мають невеликі габаритні розміри;
- легко монтуються в будь-якому положенні;
- не мають рухомих деталей і тому не піддаються зносу і не вимагають додаткового догляду;
- не вимагають додаткових допусків і випробувань;
- не реагують на піну, а детектирует безпосередньо поверхню рідини, навіть при завихреннях, сильних потоках, повітряних кульках.

Вібраційні сигналізатори ВС легко монтуються в будь-якому положенні, не мають рухомих деталей і тому не піддаються зносу і не вимагають додаткового догляду.
Деталі дотичні з контрольованим середовищем виготовляються з нержавіючої сталі марки 12Х18Н10Т, тому сигналізатори можуть застосуються в харчовій, хімічній і ін. галузях.